# Koblenz, Aargau
Koblenz (hay Coblenz) là một đô thị ở huyện Zurzach, bang Aargau, Thụy Sĩ.